# Joan Subirats
Joan Subirats Humet (ur. 17 maja 1951 w Barcelonie) – hiszpański ekonomista, nauczyciel akademicki i polityk, profesor, w latach 2021–2023 minister szkolnictwa wyższego.

## Życiorys
W 1974 ukończył ekonomie na Uniwersytecie Barcelońskim, w 1980 doktoryzował się w tej dziedzinie na macierzystej uczelni. Jako nauczyciel akademicki związany głównie z Uniwersytetem Autonomicznym w Barcelonie, od 1990 na stanowisku profesora nauk politycznych, polityki publicznej i administracji publicznej. W latach 1991–1994 pełnił funkcję zastępcy rektora, kierował na tym uniwersytecie instytutem naukowym IGOP. Wykładał także m.in. na Uniwersytecie Georgetown. W 2021 przeszedł na emeryturę. Powoływany w skład rad redakcyjnych krajowych i zagranicznych periodyków naukowych.
Bliski współpracownik Ady Colau. W 2017 został komisarzem do spraw kultury w administracji miejskiej Barcelony. Od 2019 do 2021 zajmował stanowisko szóstego zastępcy alkada do spraw kultury, edukacji i nauki. W grudniu 2021 z rekomendacji ugrupowania Catalunya en Comú objął stanowisko ministra szkolnictwa wyższego w drugim rządzie Pedra Sáncheza; zastąpił na tej funkcji Manuela Castellsa. Urząd ten sprawował do listopada 2023.